# Trachops cirrhosus
El murciélago de labios con flecos (Trachops cirrhosus) es un quiróptero de la familia Phyllostomidae, que habita en los bosques tropicales a menos de 1.400 m de altitud, desde el sur de México hasta Bolivia y Brasil. Esta especie es monotípica en su género.

## Descripción
Presenta protuberancias, como verrugas o flecos en los labios y la boca, lo cual le da su nombre. El uropatagio es largo, con bordes aserrados.  El pelaje es largo y lanoso, con una coloración general marrón a rojiza en el dorso, pero más clara y grisácea en el vientre. La longitud de la cabeza y cuerpo alcanza entre 6,5 y 8,8 cm, la cola 1 a 2 cm, el pie entre 1,6 y 2,2 cm de longitud, la oreja de  2,6 a 3,7 cm y la longitud del antebrazo entre 5,7 y 6, 5 cm. Pesa entre 24 y 36 g, en promedio 32 g. Tiene dos pares de incisivos inferiores con tres pares de premolares inferiores. Los molares tienen depresiones tuberosas con cúspides en forma de w. El rostro es más corto que el cráneo, pero de ancho igual al de la caja craneana.

## Hábitat
Su hábitat preferido son las cercanías de los de estanques o arroyos en el bosque. Se refugian en árboles o troncos huecos y, a veces en cuevas y túneles.

## Comportamiento
Se posan en grupos de hasta 50 individuos de ambos sexos y duermen juntos. Salen de sus refugios antes de anochecer, cuando todavía hay luz del día, ya que es el mejor momento para cazar ranas.

## Alimentación
Come principalmente ranas y además devora  insectos, lagartijas y otros vertebrados pequeños, incluso crías de otras especies de murciélagos que caen al suelo. Se le considera un omnívoro oportunista. Caza en vuelo continuo o también acometiendo desde el lugar donde está posado. Caza siguiendo los sonidos de los insectos y ranas mediante ecolocalización.

## Reproducción
No hay diferencia de aspecto entre el macho y la hembra. Se aparean durante la estación seca en las zonas tropicales, generalmente de enero a junio. Dan a luz a una cría a la vez. Los jóvenes pueden permanecer con los padres durante una cantidad considerable de tiempo.

## Importancia sanitaria
Esta especie es considerada como vector biológico de la rabia.